# 卡米耶·肖当
卡米耶·肖当（法語：Camille Chautemps，法語發音：[kamij ʃotɑ̃]，1885年2月1日—1963年7月1日），法国第三共和国时期激进党政治家，三次出任法国总理。因在第二次世界大战中在法国对纳粹德国投降上所起作用而成为一个有争议的人物。被人形容为“智力丧失”（intellectually bereft）。

## 生平
卡米耶·肖当出生于政界显要之家，在从事法律事务上成就卓著，为激进社会党颇有影响力的党员。1919年当选为图尔市市长，同年当选为激进党议员，辞去市长职务。他升迁很快，1924－1926年年在爱德华·赫里欧、保罗·潘勒韦和阿里斯蒂德·白里安中左翼联合政府中任司法部长和内政部长，1930年2月出任总理（为时仅数天）。1933－1934年再次担任总理，在1934年1月27日因被指控参与斯塔维斯基财政舞弊案件而辞职。
1936年在莱昂·布鲁姆政府担任国务部长，在此期间，法郎贬值，政府财政仍然一团糟。1937年6月肖当第三次出任总理，他继续国有化铁路建设和创建法国国营铁路公司（SNCF）。他倾向于采用人民阵线的政策，但实际上淡化了前任布鲁姆政府的改革。任内他提高了妇女的社会地位和权力，给予已婚女性独立的金融和法律资格，可以进入大学，开设银行账户。1938年1月，肖当将社会党赶出政府，他的政府在3月10日倒台。
1938年4月到1940年5月肖当担任爱德华·达拉第政府和保罗·雷诺政府的副总理，他率先提议同德国谈判停战，辞职后第一个投靠菲利普·贝当元帅，在其维希政府中担任副总理，其后因公赴美后与贝当政府决裂。余生大部分定居美国。二战后，法国法院对他缺席审判，认为其与敌人合作而定罪。

## 肖当第一届政府, 1930年2月21日－3月2日
- 卡米耶·肖当（激进党）－部长会议主席和内政部长
- 阿里斯蒂德·白里安（PRS）－外交部长
- 勒内·贝斯纳德（René Besnard）（激进党）－陆军部长
- 夏尔·杜蒙（Charles Dumont）（AD）－财政部长
- 莫里斯·帕尔马德（Maurice Palmade）（激进党）－预算部长
- 路易·卢舍尔（Louis Loucheur）（RI）－劳工、卫生、福利工程和社会安全规定部长
- 特奥多尔·斯梯格（Théodore Steeg）（激进党）－司法部长
- 阿尔贝·萨罗（激进党）－海军部长
- 夏尔·达涅卢（Charles Daniélou）（RI）－商船部长
- 洛朗·埃纳克（Laurent Eynac）（RI）－空军部长
- 让·杜朗（Jean Durand）（激进党）－公共教育和艺术部长
- 克劳迪乌斯·加莱（Claudius Gallet）－养老金部长
- 亨利·克耶（Henri Queuille）（激进党）－农业部长
- 卢西安·拉穆勒（Lucien Lamoureux）（激进党）－殖民地部长
- 爱德华·达拉第（激进党）－公共工程部长
- 朱利安·杜朗（Julien Durand）（激进党）－邮政、电报和电话部长
- 乔治·博内（Georges Bonnet）（激进党）－商务和工业部长

## 肖当第二届政府, 1933年11月6日- 1934年1月30日
- 卡米耶·肖当－部长会议主席和内政部长－激进社会主义党
- 约瑟夫·保罗-邦库尔（Joseph Paul-Boncour） – 外交部长
- 爱德华·达拉第 – 陆军部长
- 乔治·博内 – 财政部长
- 保罗·马尚多(Paul Marchandeau) – 预算部长
- 卢西安·拉穆勒 – 劳工和社会安全规定部长
- 欧仁·雷纳尔迪（Eugène Raynaldy） – 司法部长
- 阿尔贝·萨罗 – 海军部长
- 欧仁·弗罗特（Eugène Frot） – 商船部长
- 皮埃尔·科特（Pierre Cot） – 空军部长
- 阿纳托尔·德蒙齐（Anatole de Monzie） – 国家教育部长
- 伊波利特·杜科斯（Hippolyte Ducos） – 养老金部长
- 亨利·克耶 – 农业部长
- 阿尔贝·达利米耶(Albert Dalimier) – 殖民地部长
- 约瑟夫·帕加农(Joseph Paganon) – 公共工程部长
- 亚历山大·伊斯拉埃尔(Alexandre Israël) – 卫生部长
- 让·米斯特莱（Jean Mistler） – 邮政、电报和电话部长
- 洛朗·埃纳克 – 商务和工业部长

更换
- 1934年1月9日 – 卢西安·拉穆勒由达利米耶接任殖民地部长。欧仁·弗罗特由拉穆勒接任劳工和社会安全规定部长。威廉·贝特朗由弗罗特接任商船部长。

## 肖当第三届政府, 1937年6月22日- 1938年1月18日
- 卡米耶·肖当 – 部长会议主席 – 激进社会主义党
- 莱昂·布鲁姆 – 部长会议副主席 – 工人国际法国支部 (SFIO)
- 伊冯·德尔博斯（Yvon Delbos） – 外交部长 – 激进社会主义党
- 爱德华·达拉第 – 国防和陆军部长 – 激进社会主义党
- 马克斯·多尔穆瓦（Marx Dormoy） – 内政部长 – SFIO
- 乔治·博内 – 财政部长 – 激进社会主义党
- 安德烈·费夫里埃（André Février） – 劳工部长 – SFIO
- 樊尚·奥里奥尔（Vincent Auriol） – 司法部长 – SFIO
- 塞萨尔·坎平基（César Campinchi) – 海军部长 – 激进社会主义党
- 皮埃尔·科特 – 空军部长 – 激进社会主义党
- 让·扎伊（Jean Zay） – 国家教育部长 – 激进社会主义党
- 阿尔贝·里维埃（Albert Rivière） – 养老金部长 – SFIO
- 乔治·蒙内（Georges Monnet） – 农业部长 – 激进社会主义党
- 马吕斯·穆特（Marius Moutet） – 殖民地部长 – SFIO
- 亨利·克耶 – 公共工程部长 – 激进社会主义党
- 马克·鲁卡尔（Marc Rucart） – 卫生部长 – 激进社会主义党
- 让-巴蒂斯特·勒巴（Jean-Baptiste Lebas） – 邮政、电报和电话部长 – SFIO
- 费尔南·沙普萨尔（Fernand Chapsal） – 商务部长
- 保罗·福雷（Paul Faure） – 国务部长 – SFIO
- 莫里斯·维奥莱特（Maurice Viollette） – 国务部长 – usr
- 阿尔贝·萨罗 – 国务部长 – 激进社会主义党
- 莱奥·拉格朗日（Léo Lagrange） – Under-Secretary of State for the Sports, the Leisure activities and the Physical Education -i.e. acting like Minister for the Sports- – SFIO

## 肖当第四届政府, 1938年1月18日- 3月13日
- 卡米耶·肖当 – 部长会议主席 – 激进社会主义党
- 爱德华·达拉第 – 部长会议副主席兼国防和陆军部长
- 伊冯·德尔博斯 – 外交部长
- 阿尔贝·萨罗 – 内政部长
- 保罗·马尚多 – 财政部长
- 保罗·拉马迪埃 – 劳工部长
- 塞萨尔·坎平基 – 司法部长
- 威廉·贝特朗 – 海军部长
- 保罗·埃尔贝尔（Paul Elbel） – 商船部长
- 居伊·拉尚布尔（Guy La Chambre） – 空军部长
- 让·扎伊 – 国家教育部长
- 罗贝尔·拉萨勒（Robert Lassalle） – 养老金部长
- 费尔南·沙普萨尔 – 农业部长
- 特奥多尔·斯梯格 – 殖民地部长
- 亨利·克耶 – 公共工程部长
- 马克·鲁卡尔 – 卫生部长
- 费尔南·让坦（Fernand Gentin） – 邮政、电报和电话部长
- 皮埃尔·科特 – 商务部长
- 乔治·博内 – 国务部长
- 卢多维克-奥斯卡·弗罗萨德（Ludovic-Oscar Frossard） – 国务部长，负责委员会主席服务